# VIP (musikgrupp)
V.I.P. var ett ungerskt pojkband. 
Gruppen bildades 1997 i Budapest och bestod då av Alex Jozsa, Gergő Rácz samt bröderna Imre Rakonczai och Viktor Rakonczai. Samma år släppte de sitt första album samt representerade sitt land i Eurovision Song Contest. 2001 meddelade gruppen att de skulle splittras, varvid man släppte ett samlingsalbum. Medlemmarna påbörjade därefter sina respektive solokarriärer. 

## Eurovision Song Contest
Den 3 maj 1997 representerade gruppen Ungern i Eurovision Song Contest i Dublin med bidraget Miért kell, hogy elmenj?. Efter omröstningen hade de samlat ihop 39 poäng och slutade på delad tolfte plats med Grekland. 
Viktor Rakonczai och Gergő Rácz bildade senare gruppen Fool Moon och när Rakonczai skrev Ungerns bidrag i Eurovision Song Contest 2008, Candlelight, som framfördes av Csézy, körade Fool Moon på scenen. Bidraget lyckades inte ta sig till final, utan slutade på 19:e och sista plats i semifinalen med endast 6 poäng.
Både Rácz och Rakonczai återvände som låtskrivare till Eurovision Song Contest 2011 i Düsseldorf, med det ungerska bidraget What About My Dreams? som framfördes av Kati Wolf. Bidraget tog sig till final, men slutade där på 22:a plats med 53 poäng.

## Diskografi
- V.I.P. (1997)
- Keresem a lányt (1998)
- Szükségem van rád (1999)
- Csak Neked (2000)
- Best of (2001)